# Habanera
A habanera (ou havaneira em algumas traduções para o português, deriva da cidade La Habana) é um gênero musical cubano e uma dança criada em Havana (Cuba).
A habanera, cujo nome deriva da cidade de onde é oriunda Havana (em espanhol: La Habana), foi a primeira música genuinamente latino-americana, adotando ritmos africanos, que foi levada de Cuba para salões europeus por volta do século XVII. Foi sofrendo alterações em sua estrutura básica devido aos arranjos que lhe deram os músicos da Europa e assim, alterada, voltou à América através dos imigrantes portugueses e espanhóis.
É uma música de compasso binário, com o primeiro tempo fortemente acentuado, com uma curta introdução seguida de duas partes de oito compassos cada uma, com modulação do tom crescente.
Da habanera derivam diversos ritmos como o maxixe brasileiro e o tango rioplatense. Também deu origem ao vanerão dos gaúchos.
É uma dança que foi também, algumas vezes, aproveitada no repertório erudito, sendo o exemplo mais famoso a habanera da ópera Carmen, de Georges Bizet.